# Rolling Prairie
Rolling Prairie – jednostka osadnicza w Stanach Zjednoczonych, w stanie Indiana, w hrabstwie LaPorte.